# Ogopogo
Ten artykuł dotyczy stworzenia, którego istnienia nie potwierdza współczesna zoologia.
Ogopogo lub Naitaka (salisz n'ha-a-itk) – nazwa, jaką nadano nieznanemu zwierzęciu, rzekomo żyjącemu w jeziorze Okanagan w Kolumbii Brytyjskiej (Kanada).
Zwolennicy istnienia Ogopogo twierdzą, że pierwsze udokumentowane obserwacje zwierzęcia sięgają roku 1872. Twierdzi się, że w roku 1926 obserwacja miała miejsce z plaży w okolicach miasta Kelowna. Świadkami zdarzenia mieli być ludzie znajdujący się w około 30 samochodach.
Pierwszym domniemanym filmowym dowodem na istnienie Ogopogo jest film zarejestrowany przez Arta Foldena w 1968 roku. Film przedstawia ciemny obiekt przemieszczający się w płytkiej wodzie blisko brzegu.
Kolejny domniemany filmowy dowód został zarejestrowany w 1989 roku przez Kena Chaplina. Ken Chaplin oraz jego ojciec, Clem Chaplin, twierdzą, że widzieli pływające w jeziorze zwierzę podobne do węża, które uderzyło ogonem o powierzchnię wody. Uderzenie ogonem o powierzchnię wody jest typowym zachowaniem bobrów, co może tłumaczyć sfilmowaną obserwację. Jednak Chaplin twierdzi, że widziane przez niego zwierzę miało 15 stóp (4,6 m) długości, a więc znacznie więcej niż bobry (średnio 1,2 m). Kilka tygodni później Chaplin z ojcem i córką wrócili nad jezioro i ponownie sfilmowali zwierzę.
Brytyjski kryptozoolog dr Karl Shuker sugeruje, że Ogopogo może być prymitywnym waleniem, takim jak bazylozaur. Ponieważ dowody na istnienie zwierzęcia ograniczają się do nieczytelnych fotografii i filmów, sugeruje się również, że mylnie zidentyfikowano pospolite zwierzęta, takie jak wydry i jesiotry lub inne obiekty, takie jak pływające kłody. Innym wyjaśnieniem jest sejsza, czyli swobodna fala stojąca powstająca na jeziorach.
Nazwa Ogopogo jest palindromem.